# ربو شديد حاد
الربو الشديد الحاد هو تفاقم حاد لمرض الربو، غير مستجيب للعلاجات القياسية لموسعات القصبات والكورتيكوستيرويدات. وتشمل أعراضه كل من ضيق في النفس متزايد بشكل سريع مما يؤدي إلى سرعة التنفس واستخدام العضلات التنفسية الزائدة أثناء التنفس، والسعال الجاف، والأزيز الشديد. ويُعتبر الربو الشديد الحاد نوبة من تضيق قصبي مهددة للحياة ولذا فهي تُعتبر من حالات الطوارئ الطبية، وتشمل المضاعفات توقف التنفس والقلب.
يتميز الربو الشدي الحاد من الناحية النسيجية بوجود تضخم في العضلات الملساء للقصبات الهوائية، وسماكة في الغشاء القاعدي.

## العلامات والأعراض
تظهر نوبات تفاقم أعراض الربو في شكل ضيق شديد في التنفس، وسعال (غالبا ما يكون أسوأ أثناء الليل)، وفي حالة الربو الحاد قد يكون ضيق التنفس شديدًا لدرجة أن يصبح من المستحيل على المريض أن يتحدث بأكثر من بضع كلمات (عدم القدرة على إكمال الجمل).
عند فحص المصاب بالربو الشديد الحاد يُلاحظ ارتفاع في معدل التنفس (أكثر من 25 نفسًا في الدقيقة)، كما قد يرتفع معدل ضربات القلب (أكثر من 100 نبضة في الدقيقة). وغالبًا ما يُلاحظ نقص في مستويات تشبع الأكسجين، وعند تسمع الرئتين بالسماعة الطبية يجد الطبيب نقصا في دخول الهواء إلى الرئتين كما يسمع صوت أزيز منتشر. ويمكن قياس ذروة التدفق الزفيري في السرير، والتي تكون أقل من 50% من التدفق الطبيعي في حالة الربو الشديد الحاد. 
يتميز الربو الحاد الوخيم (الذي يشار إليه باسم «قرب المميت» بسبب وجود خطر مباشر على الحياة) بذروة تدفق زفيري أقل من 33٪، تشبع أكسجين أقل من 92٪، وجود زرقة على الشفاه، غياب سماع أصوات التنفس أثناء التسمع (حالة تُعرف بـ«الصدر الصامت»)، انخفاض الجهد التنفسي والإرهاق الظاهر أو النعاس، كما قد يُلاحظ اضطرابات في نظم القلب وانخفاض غير طبيعي لضغط الدم. 

## الفيزيولوجيا المرضية
تتميز الالتهابات في حالات الربو بتدفق الخلايا الحمضية أثناء تفاعل المرحلة المبكرة بجانب تسلل خلوي مختلط لكل من الخلايا الحمضية والصارية واللمفاوية والمتعادلة خلال تفاعل المرحلة المتأخرة. ويبدأ التفسير البسيط للالتهاب التحسسي في الربو بسيادة تطور النوع الثاني من الخلايا التائية المساعدة على النوع الأول، ربما بسبب أنواع معينة من التحفيز المناعي في بداية العمر، ويتبع ذلك تعرض الشخص القابل وراثيا لمولدات الحساسية.
يؤدي التعرض لمولدات حساسية محددة (مثل عث الغبار المنزلي) وبتأثير من الخلايا التائية المساعدة من النوع الثاني إلى الدفع الخلايا البائية أن تقوم بإفراز لأجسام الغلوبيولين المناعي هـ المضادة والتي ترتبط بمستقبلات السطح الموجودة على الخلايا الصارية بمجرى الهواء. ويبرز هنا أحد الأسئلة المهمة وهو هل الأفراد المصابون بالربو والتأتب (مقابل المصابين بالربو دون التأتب) لديهم عيب في سلامة الغشاء المخاطي يجعلهم عرضة لاختراق المواد المولدة للحساسية لهذا الغشاء أو لا؟.
يؤدي التعرض التالي لمولدات الحساسية إلى الارتباط بجزيئات الغلوبيولين المناعي هـ وتفعيل الخلايا الصارية التي تطلق مجموعة واسعة من الوسائط الالتهابية مثل الهستامين،لوكوترايين، ومجموعة كبيرة من السيتوكينات، التي تؤدي بدورها إلى انقباض العضلات الملساء الموجودة في القصبات الهوائية، وتسرب وعائي، وتجنيد خلايا التهابية أخرى (تفرز المزيد من الوسائط الالتهابية)، وإفراز الغدد المخاطية، ويؤدي كل ذلك إلى انسداد مجرى الهواء عن طريق انقباض العضلات الملساء، وتوذم القصبات الهوائية، وتدفق الخلايا الالتهابية، وتكوين المخاط، ويُعتقد بالإضافة إلى ذلك أن الالتهاب المستمر لمجرى الهواء يتسبب في حدوث فرط نشاط مجرى الهواء المميز لمرض الربو، وكلما زاد انسداد مجرى الهواء كلما زاد عدم التوفق بين التهوية والتروية مما يؤدي إلى ضعف تبادل الغازات وانخفاض مستويات الأكسجين في الدم.

## التشخيص
يمكن أن يحدث خطأ في تشخيص حالة الربو الشديد الحاد إذا صادف وجود أزيز لسبب غير الربو. وأدناه بعض هذه الأسباب البديلة للأزيز.

### الضغط الخارجي على مجرى الهواء
بأن تضغط بعض التراكيب (مثل أم الدم، العقد الليمفاوية المتضخمة، الأورام) على مجرى الهواء.

### قصور (فشل) القلب الاحتقاني
يمكن لقصور القلب الاحتقاني أن يتسبب في توذم مجرى الهواء، كما يمكن أن يؤدي الضغط الوعائي على القصبات الهوائية أثناء انقباض القلب إلى أزيز نابض يتوافق مع معدل ضربات القلب، ويشار إلى ذلك أحيانا باسم الربو القلبي.

### التشخيص التفريقي
- داء الرشاشيات القصبي الرئوي التحسسي
- متلازمة الشفط الرئوي
- توسع القصبات
- التهاب القصيبات
- التهاب القصيبات المسد
- التهاب القصبات المزمن/ داء الانسداد الرئوي المزمن (COPD)
- متلازمة شيرغ ستراوس
- الخانوق
- التليف الكيسي
- نفاخ رئوي
- الأجسام الغريبة في مجرى الهواء
- مرض الارتجاع المعدي المريئي
- قصور القلب
- فرط ضغط الدم الشرياني الرئوي مجهول السبب
- إصابات الاستنشاق
- حمالة الشريان الرئوي
- عطب الأحبال الصوتية

## العلاج
تشمل التدخلات العلاجية الأدوية الوريدية مثل كبريتات المغنيسيوم والكورتيكوسيرويدات،  والأدوية الاستنشاقية لتوسيع مجرى الهواء (توسع القصبات) مثل سالبوتامول فقط أو مضافا إليه بروميد إبراتروبيوم، والعلاج بالضغط الإيجابي مثل التهوية الميكانيكية. ويمكن استخدام علاجات متعددة في وقت واحد لعكس آثار الربو الشديد الحاد بشكل سريع، ولتقليل حدوث أضرار في القصبات الهائية بشكل دائم، كما يمكن إعطاء المصاب بالربو الشديد الحاد والمُلحق بجهاز التنفس الصناعي بعض الأدوية المهدئة التي لها تأثير موسع للقصبات مثل الكيتامين أو البروبوفول. وفقًا لترجبة عشوائية جديدة فقد أظهر كل من الكيتامين والأمينوفيلين فعالية أيضًا في الأطفال المصابين بالربو الحاد والذين لا يستجيبون بشكل جيد للعلاج القياسي.

## علم الأوبئة
تشيع حالة الربو الشديد الحاد في الذكور كما أنها أكثر شيوعًا في الأشخاص من أصل أفريقي أو إسباني. تم اقتراح موقع الجين GSNOR كأحد الروابط المحتملة لتطور حالة الربو الشديد الحاد.